# Gostivar
Gostivar (makedonsko , albansko Gostivar ali Gostivari) je mesto z okoli 33.000 prebivalci na severozahodu Severne Makedonije.

## Zemljepis
Gostivar leži v južnem oziroma zgornjem delu Pološke kotline na nadmorski višini okoli 520 metrov. Blizu mesta, v vasi Vrutok, izvira največja makedonska reka Vardar, nedaleč pa je tudi največji makedonski narodni park Mavrovo.
Najbližje večje mesto je Tetovo, ki leži 27 km severno, glavno mesto Skopje pa je oddaljeno 67 km.

## Zgodovina
Najstarejši znani vir, ki (posredno) omenja mesto, je opis rimskega zgodovinarja Tita Livija (59 pr. n. št.–17 n. št.): zadnji makedonski kralj Perzej naj bi z 10.000 vojaki po osvojitvi Uskane (današnjega Kičeva) vstopil v Oaeneon (današnje Tetovo), med pohodom pa naj bi zavzel mestece Draudak, ki naj bi se nahajalo med mestoma. To mesto naj bi bilo današnji Gostivar.
Leta 1566 je bil zgrajen osmanski stolp z uro (saat-kula), današnja znamenitost in simbol mesta. Leta 1676 so poleg nje zgradili džamijo (albansko Xhamia e Sahatit), ki danes velja za središče muslimanske skupnosti gostivarske regije. Leta 1688 je bila v bližini stolpa z uro zgrajena medresa, ki je bila prva šola v mestu.
Julija 1997 je mestna uprava pod županom Rufijem Osmanijem (RDK) pred mestno hišo izobesila albansko zastavo v protest proti manjšinski politiki makedonske vlade. Makedonska policija je zastavo odstranila, kar je sprožilo nasilne demonstracije več kot 10.000 prebivalcev in odziv policije, ki je izvedla več racij, uvedla policijsko uro ter prekinila električne in telefonske napeljave. V spopadih med policijo in demonstranti so tri osebe umrle, več kot dvesto je bilo ranjenih in več jih je bilo aretiranih. Na vrhuncu konflikta med etničnimi Albanci in Makedonci leta 2001 so bili oboroženi spopadu Gostivarju prihranjeni, vendar je velik del prebivalstva sodeloval v operacijah v Tetovu in na Tetovskem gradu. Od sprejetja ohridskega okvirnega mirovnega sporazuma so se medetnična trenja umirila, a občasno še vedno prihaja do zaostritve odnosov.

## Prebivalstvo
Gostivar je večetnično mesto, v katerem so uradni jeziki makedonščina, albanščina in turščina. Ob popisu leta 2021 je imelo naselje Gostivar 32 814 prebivalcev:
| Etnična sestava po popisu 2021 | Etnična sestava po popisu 2021 | Etnična sestava po popisu 2021 | Etnična sestava po popisu 2021 | Etnična sestava po popisu 2021 |
| ------------------------------ | ------------------------------ | ------------------------------ | ------------------------------ | ------------------------------ |
| Albanci                        | Albanci                        |                                | 13.585                         | 41,40%                         |
| Makedonci                      | Makedonci                      |                                | 10.305                         | 31,40%                         |
| Turki                          | Turki                          |                                | 4.725                          | 14,40%                         |
| Romi                           | Romi                           |                                | 1.648                          | 5,02%                          |
| Srbi                           | Srbi                           |                                | 65                             | 0,20%                          |
| Bošnjaki                       | Bošnjaki                       |                                | 21                             | 0,06%                          |
| Vlahi                          | Vlahi                          |                                | 14                             | 0,04%                          |
| drugi                          | drugi                          |                                | 452                            | 1,38%                          |
| neznano                        | neznano                        |                                | 1.999                          | 6,09%                          |